# Monestir de Bieti
El monestir de Bieti (en georgià: ბიეთის მონასტერი) és un monestir de l'Església ortodoxa georgiana medieval en ruïnes, situat a la històrica regió de Xida Kartli, a prop del poble de Bieti, a l'actual territori en disputa d'Ossètia del Sud. L'església està inscrita en la llista de Monuments Culturals destacats de Geòrgia. Existeix un altre edifici georgià medieval conegut com a església de Bieti situat a Samtskhé, al sud de Geòrgia.

## Situació
El monestir es troba en un penya-segat boscós a la vall superior del Mejuda, un afluent del Liakhvi. Basant-se en les característiques arquitectòniques i paleografia de la inscripció de l'església, l'edifici ha estat datat del segle ix. En la literatura històrica, el príncep Vakhushti el va esmentar per primera vegada en la seva Descripció de 1745 del Regne de Geòrgia com un monestir en funcionament amb un abat resident.

## Descripció
El monestir de Bieti és una construcció d'església amb planta de saló, i un absis no trobat al projecte. Està construït en pedra calcària i recobert amb lloses de gres. La part nord de l'església està tallada en la roca adjacent en dos nivells. Un annex llarg, estret i ara fet malbé al sud és contemporani de l'església, mentre que una àmplia sala a l'extrem sud és una construcció de finals de l'edat mitjana. A la rodalia es troben les cel·les dels monjos i un refetor. La façana oriental portava una inscripció en l'escriptura medieval georgiana asomtavruli, que commemorava Ioane, fill de Bakur Qanchaeli, «el senyor i patró d'aquesta santa església». Una altra inscripció, gravada en una petita pedra adjacent a la creu tallada, esmenta Vache i Beshken, probablement membres de la mateixa família Qanchaeli. Ambdues inscripcions van ser portades el 1912 per a la seva custòdia a Tbilisi, on es conserven al Museu Nacional de Geòrgia.